# ABC Family Worldwide Inc.
ABC Family Worldwide Inc. è una società statunitense responsabile dei canali Freeform (Stati Uniti) e ABC Spark (Canada). La società è una divisione di Disney General Entertainment Content, sussidiaria di The Walt Disney Company.

## Storia
- 1990: International Family Entertainment, Inc. (IFE) viene formata da Pat Robertson. Ciò facilitò l'acquisto del CBN Family Channel dalla CBN, rinominandola The Family Channel.
- 1992 IFE acquista TVS Entertainment per 68,5 milioni di dollari, che include gli archivi della MTM Enterprises.
- 1996: La Fox Children's Productions viene ribattezzata Fox Kids Worldwide Inc.
- 11 giugno 1997: Fox Kids Worldwide, Inc. (FKW) acquista IFE, una società per azioni quotata alla Borsa di New York, per 1,9 miliardi di dollari. IFE è stata ribattezzata Fox Family Worldwide, Inc.
- 1998: Gli archivi della IFE e dell'MTM sono accorpati insieme agli archivi della 20th Television.
- 15 agosto 1998: The Family Channel viene rinominato  Fox Family Channel.
- 24 ottobre 2001: Disney acquista Fox Family Worldwide, Inc. Fox Family Worldwide, Inc. è stata ribattezzata ABC Family Worldwide, Inc.. Fox Family Channel viene rinominato ABC Family.
- 23 marzo 2012: viene lanciato il canale via cavo ABC Spark in Canada.
- 11 gennaio 2016:  ABC Family viene rinominato  Freeform.